# كلية الصيدلة (جامعة طرابلس للعلوم الطبية)
كلية الصيدلة هي إحدى كليات جامعة طرابلس للعلوم الطبية. تأسست في عام
ومقرها طرابلس- ليبيا.

## نبذة
تأسست كلية الصيدلة سنة 1975 م، بموجب قرار من مجلس قيادة الثورة آنذاك
بدأت الدراسة بالكلية مع بداية العام الدراسي 1975- 1976 م.. واستمرت الدراسة بالمبنى القديم والذي تشغله الآن الجامعة المفتوحة.. وفي العام 1983 ف، تم أبرام عقد إنشاء مبني جديد لكلية الصيدلة بجامعة الفاتح.. وقدتم بناؤه على مساحة تبلغ أربعين آلف متر مربع «40.000 م2» جنوب جامعة الفاتح..
و يعتبر مبنى الكلية الجديد من أجمل مباني الجامعة حيث تم اختياره كإحدى أجمل المباني في العالم.. ويحد الكلية من الناحية الشرق كلية الطب البشري لتشكلا مع مركز طرابلس الطبي نموذجاً متميزا للجامعة الطبية التخصصية.

## أقسام الكلية
- الكيمياء الحيوية والسريرية
- الكيمياء الطبية والصـيدلية
- الصـيدلانيات
- الصيدلة الصناعية
- الأحياء الدقيقة والمناعة
- علم الأدوية

## وصلات خارجية
- الموقع الرسمي للكلية

قسم العقاقير و النواتج الطبيعية